# Bernard Lavergne (économiste)
Pour les articles homonymes, voir Bernard Lavergne et Lavergne.
Bernard Lavergne, né le 15 décembre 1884 à Nîmes et mort en le 8 octobre 1975 à Paris, est un économiste français.

## Biographie

### Jeunesse et études
Sa famille est originaire du Tarn du côté de son père. Son grand-père était l'un des chefs républicains les plus actifs sous la Monarchie de Juillet et sous le Second Empire.
Il effectue ses études au lycée de Nîmes de 1890 à 1901, puis suit des cours à la faculté de droit de l'université de Paris. Il est notamment l'élève de Charles Gide, dont il suit les cours d'économie politique. 
Il obtient l'agrégation de droit en 1920. 

### Parcours professionnel
Bernard Lavergne est professeur agrégé à l'université de Nancy, au sein de sa faculté de droit, à partir de 1920, puis à l'université de Lille, d'Alger et de Paris.
En 1921, il fonde avec Charles Gide La Revue des études coopératives devenue en 1986, la Revue des études coopératives mutualistes et associatives (Recma).
En août 1938, il participe au colloque Walter Lippmann, rassemblement d'économistes et intellectuels libéraux à Paris. En 1948, il est nommé à celle de Paris. La chaire qu'il occupe, celle de la coopération, est créée pour lui par le ministre René Capitant. Atteint par la limite d'âge, il est mis en retraite en 1956.
Membre influent du mouvement coopératif en France, il est aussi membre de la Société d'économie politique. 
Il meurt le 8 octobre 1975 à Paris, et ses obsèques ont lieu au temple protestant de l'Oratoire du Louvre.

## Famille
Son fils cadet, Robert Lavergne, est peintre.

## Ouvrages
- Le gouvernement des démocraties modernes, vol. 2, Librairie Félix Alcan, 1933Il plaide pour un double suffrage universel : le traditionnel suffrage universel individuel et le nouveau suffrage universel social.
- Grandeur et déclin du Capitalisme, 1938
- Munich, déroute de la France et des démocraties, tiré à part d'un article (67 p.) paru en novembre 1938 dans la revue "L'Année politique française et étrangère".
- Les accords de Londres et de Paris, le réarmement intégral de l'Allemagne, la bombe à hydrogène, la note soviétique du 24 octobre 1954, la France éliminée des grandes nations ?, Nouvelles Editions Latines, 1955.